# Stráž nad Ohří
Stráž nad Ohří (německy Warta) je obec v nejseverovýchodnější části okresu Karlovy Vary v Karlovarském kraji. Včetně částí Boč, Kamenec, Korunní, Malý Hrzín, Osvinov, Peklo, Smilov a Srní v ní žije 570 obyvatel.

## Historie
První písemná zmínka o vesnici pochází z roku 1086.

## Přírodní poměry
Stráž nad Ohří leží zhruba 9 km severovýchodně od Ostrova, přibližně ve stejné vzdálenosti směrem na severovýchod leží Klášterec nad Ohří v okrese Chomutov. Obec se rozkládá v údolí řeky Ohře mezi Doupovskými a Krušnými horami. Severně od obce se tyčí vrch Nebesa (634 metrů) s hradem Himlštejn. Na jihovýchodě se strmě zvedá plošina Doupovských hor s vrcholem Velká Jehličná (828 metrů) Z jihu ohraničuje katastr obce Vojenský újezd Hradiště.
Sousedními obcemi jsou Peklo, Osvinov a Srní na severu, Malý Hrzín, Boč, Kamenec a Korunní na severovýchodě, Korunní Kyselka a Zámeček na východě, Jakubov na jihu, Ovčárna a Květnová na jihozápadě, Damice a Krásný Les na západě a Horní Hrad na severozápadě.
Severně od vesnice, v okolí vrchu Nebesa a dále severně od něj, leží část národní přírodní rezervace Nebesa. Jiná část této rezervace se rozkládá na jihovýchodních úbočích Dubového vrchu a návrší Na Skalách. Další chráněná území v okolí jsou přírodní památky Čedičová žíla Boč, Malý Stolec a Hornohradský potok.

## Obyvatelstvo
Při sčítání lidu v roce 1921 zde žilo 682 obyvatel (z toho 317 mužů), kteří byli kromě jednoho cizince německé národnosti a s výjimkou jednoho evangelíka patřili k římskokatolické církvi. Podle sčítání lidu z roku 1930 měla vesnice 780 obyvatel: 37 Čechoslováků, 739 Němců a čtyři cizince. Kromě tří evangelíků, šesti členů církve československé a čtyř lidí bez vyznání byli římskými katolíky.
| Rok            | 1869 | 1880 | 1890 | 1900 | 1910 | 1921 | 1930 | 1950 | 1961 | 1970 | 1980 | 1991 | 2001 | 2011 | 2021 |
| -------------- | ---- | ---- | ---- | ---- | ---- | ---- | ---- | ---- | ---- | ---- | ---- | ---- | ---- | ---- | ---- |
| Počet obyvatel | 483  | 526  | 566  | 659  | 841  | 721  | 837  | 587  | 609  | 453  | 407  | 337  | 402  | 401  | 362  |
| Počet domů     | 66   | 74   | 84   | 95   | 108  | 107  | 137  | 139  | 165  | 120  | 103  | 124  | 123  | 128  | 129  |

## Obecní správa

### Části obce
- Stráž nad Ohří (k. ú. Stráž nad Ohří; částečně i Osvinov a Peklo)
- Boč (k. ú. Boč)
- Kamenec (k. ú. Korunní)
- Korunní (k. ú. Korunní)
- Malý Hrzín (k. ú. Malý Hrzín)
- Osvinov (k. ú. Osvinov)
- Peklo (k. ú. Peklo)
- Smilov (k. ú. Smilov nad Ohří)
- Srní (k. ú. Srní u Boče)

Podle záměru zmenšení vojenského újezdu Hradiště měla být od ledna 2016 k obci Stráž nad Ohří připojena osada Korunní Kyselka.

### Obecní symboly
Znak a vlajka byly obci uděleny rozhodnutím předsedy Poslanecké sněmovny Parlamentu České republiky dne 14. března 2002.

## Doprava
Vesnicí vede silnice I/13 a železniční trať Chomutov–Cheb, na které se zde nachází zastávka Stráž nad Ohří. 

## Pamětihodnosti
- Kostel svatého Michaela archanděla
- Sousoší Nejsvětější Trojice
- Vodní mlýn čp. 1